# جائزة أستراليا الكبرى 1992
جائزة أستراليا الكبرى 1992 هو سباق فورمولا 1 أقيم بتاريخ 8 نوفمبر 1992 في حلبة أديليد ستريت، جنوب أستراليا، أستراليا. كان السادس عشر من أصل 16 في بطولة العالم لسباقات الفورمولا واحد موسم 1992. حلّ النمساوي غيرهارد بيرغر أولا بينما جاء الألماني مايكل شوماخر في المركز الثاني وحصل على المركز الثالث البريطاني مارتن براندل.